# Teresa Zylis Gara
Teresa Zylis-Gara (Landvarov (Wilno), 23 de enero de 1930-28 de agosto de 2021) fue una destacada soprano polaca.

## Trayectoria
Debutó en Cracovia en 1956 en Halka de Stanisław Moniuszko. 
Fue ganadora en la competencia vocal de Múnich en 1960, luego contratada por las casas de ópera de Oberhausen, Dortmund y Düsseldorf. 
En 1965 debutó en el Festival de Glyndebourne como Octavian en Der Rosenkavalier de Richard Strauss y posteriormente Donna Elvira de Don Giovanni en París y luego Salzburgo bajo Herbert von Karajan. 
En 1968 debuta en Covent Garden como Violetta en La Traviata sucediéndose debuts en San Francisco, Metropolitan Opera (New York), Deutsche Oper Berlin, Hamburgo, Ópera Estatal de Baviera, Múnich, La Scala, Barcelona, Teatro Colón (Buenos Aires) y la Wiener Staatsoper. 
Su repertorio incluyó veinticuatro personajes, habiendo sido una eminente recitalista y en la sala de concierto, en especial en obras de sus compatriotas Chopin y Moniusko.
Retirada de la escena vivió en Montecarlo donde enseñó.

## Discografía seleccionada
- Chopin: Polish Songs; Paderewski
- Mozart: Don Giovanni / Böhm
- Mozart: Don Giovanni / Karajan
- R. Strauss: Ariadne auf Naxos / Kempe, Janowitz, King, Geszty, Schreier, Dresden Staatskapelle